# Moad Zahafi
Pour les articles homonymes, voir Thomas.
Moad Zahafi (né le 9 mai 1998 à Casablanca) est un athlète marocain spécialiste du 800 mètres.

## Biographie
Moad Zahafi est le fils de Mohamed Zahafi (en), champion du Maroc d'athlétisme à quatre reprises sur 800 m 1 500 m. Son frère, Ayman Zahafi, est également coureur de demi-fond.
Il remporte l'épreuve du 800 m lors des championnats de France en salle 2018, le titre national revenant à Clément Dhainaut, deuxième.
En 2019, il remporte la médaille d'argent du 800 m aux Universiades d'été à Naples, devancé par l'Algérien Mohamed Belbachir. Demi-finaliste des Jeux africains de 2019 à Rabat, il est éliminé dès les séries lors des championnats du monde 2019 à Doha. 
Étudiant à l'Université Texas Tech, il participe le 16 avril 2022 au Mémorial Tom Jones de Gainesville et établit un nouveau record personnel sur 800 m en 1 min 43 s 69.

## Palmarès
| Date | Compétition | Lieu   | Place | Temps         |
| ---- | ----------- | ------ | ----- | ------------- |
| 2019 | Universiade | Naples | 2e    | 1 min 47 s 64 |

## Records
| Épreuve | Marque        | Lieu        | Date          |
| ------- | ------------- | ----------- | ------------- |
| 800 m   | 1 min 43 s 69 | Gainesville | 16 avril 2022 |